# Team Lotto Kern-Haus PSD Bank
Team Lotto-Kernhaus is een Duitse wielerploeg, die al bestaat sinds 2005. Team Kuota-Lotto is een Continental Team en komt uit in de continentale circuits van de UCI.
De ploeg werd opgericht in 2001 onder de naam Athleticum-Principia. De ploeg rijdt vooral in Duitse en Nederlandse wedstrijden.

## Bekende (oud-)renners
- Stefan Cohnen (2003-2004)
- Tjarco Cuppens (2002-2004)
- Laurent Didier (2006-2008)
- Markus Eichler (2003-2006)
- Björn Glasner (2007-2009)
- David Kopp (2010-2011)
- Scott McGrory (2003)
- Peter Möhlmann (2007-2008)
- Jens Mouris (2006)
- Luke Roberts (2002-2004, 2008-2009)
- Michael Schweizer (2004-2005)
- Andreas Stauff (2009-2010, 2012)

## Seizoen 2015

### Renners
| Naam                  | Geboortedatum | Nationaliteit | Ploeg 2014           |
| --------------------- | ------------- | ------------- | -------------------- |
| André Benoit          | 2-08-1989     | Duitsland     |                      |
| Julian Braun          | 27-09-1995    | Duitsland     |                      |
| Frederik Dombrowski   | 08-01-1992    | Duitsland     | Team Stölting        |
| Felix Drumm           | 04-11-1994    | Duitsland     | MLP Team Bergstraße  |
| Andreas Fliessgarten  | 22-07-1980    | Duitsland     |                      |
| Christopher Hatz      | 21-10-1991    | Duitsland     | MLP Team Bergstraße  |
| Joshua Huppertz       | 10-11-1994    | Duitsland     |                      |
| Tobias Knaup          | 17-03-1993    | Duitsland     | LKT Team Brandenburg |
| Lukas Löer            | 11-02-1995    | Duitsland     | Neo                  |
| Marcel Meisen         | 08-01-1989    | Duitsland     | Corendon-Kwadro      |
| Florian Monreal       | 23-05-1986    | Duitsland     |                      |
| Dario Rapps           | 02-07-1994    | Duitsland     | Team Heizomat        |
| Robert Retschke       | 17-12-1980    | Duitsland     |                      |
| Max Walscheid         | 13-06-1993    | Duitsland     | Team Stölting        |
| Richard Weinzheimer   | 04-04-1996    | Duitsland     | Neo                  |
| Daniel Westmattelmann | 31-10-1987    | Duitsland     |                      |